# Deportivo Alavés
El Deportivo Alavés és un club de futbol basc, de la ciutat de Vitòria, a Àlaba. Va ser fundat el 23 de gener de 1921 i actualment juga a la Primera Divisió.
El seu major èxit esportiu va tenir lloc el 2001, l'any del seu debut a competició europea, quan va ser finalista de la Copa de la UEFA davant del Liverpool FC, essent derrotat per gol d'or (5-4). Va assolir la final de la Copa del Rei la temporada 2016-17, essent derrotat pel FC Barcelona (3-1).

## Història
El Deportivo Alavés va néixer amb el nom de Sport Friends el 1920 tot i que el 23 de gener de 1921 n'adoptà l'actual. En fou el primer president Hilario Dorado. La temporada 1929/30 assoleix l'ascens a Primera divisió per primer cop. Hi jugà tres temporades. El segon ascens a primera no arribarà fins a la temporada 1953-54 i el tercer fins a la 1997-98. La temporada 2000/01 el club arriba a la final de la Copa de la UEFA, perdent a la final al Westfalenstadion de Dortmund davant el Liverpool FC per 5-4 a la pròrroga, en què que és considerat el millor any del club. Va ascendir a primera la temporada 2004-05. La temporada 2012-13, el Deportivo Alavés retorna a la Segona Divisió després de vèncer el Real Jaén CF en el partit de tornada per 1-0.

### Trajectòria
- Temporades a Primera divisió: 18
  - Millor posició a la lliga: 6è (Primera divisió temporada 1999-00)
  - Pitjor posició en categoria nacional: 12è (Tercera Divisió, temporada 1948-49)
- Temporades a Segona divisió: 38
- Temporades a Segona divisió B: 12
- Temporades a Tercera divisió: 22

## Uniforme
- Uniforme títular: Samarreta de tres ratlles verticals blaves i blanques, pantaló blau i mitges blaves.
- Uniforme alternatiu: Samarreta taronja, pantaló negre i mitges del mateix color.

## Himne
El seu himne va ser escrit per D. Alfredo Donnay, músic vitorià dels anys 50, tot i que sembla que a Mendizorrotza va néixer als anys 20 el famós càntic de «alabin, alaban...». Piterman va iniciar un concurs per crear un himne en basc, però la mala imatge que tenia Piterman entre els aficionats i la seva posterior marxa del club, van provocar que el projecte quedés en l'oblit.

## Plantilla 2025-2026
A 25 juliol 2025
| N. | Pos. | Nac. | Jugador                     |
| -- | ---- | --- | --------------------------- |
| 1  | POR  | [[Fitxer:Flag of the Valencian Community (2x3).svg\|23x15px\|border \|alt=País Valencià\|link=Selecció de futbol del País Valencià\|{{#if:\|]] | Antonio Sivera (capità)     |
| 2  | DEF  | [[Fitxer:Flag of Malaysia.svg\|23x15px\|border \|alt=Malàisia\|link=Selecció de futbol de Malàisia\|{{#if:\|]]                                 | Facundo Garcés              |
| 3  | DEF  | [[Fitxer:Flag of Morocco.svg\|23x15px\|border \|alt=Marroc\|link=Selecció de futbol del Marroc\|{{#if:\|]]                                     | Yusi                        |
| 6  | MIG  | [[Fitxer:Flag of Spain.svg\|23x15px\|border \|alt=Espanya\|link=Selecció de futbol d'Espanya\|{{#if:\|]]                                       | Ander Guevara (2n capità)   |
| 7  | MIG  | [[Fitxer:Flag of Spain.svg\|23x15px\|border \|alt=Espanya\|link=Selecció de futbol d'Espanya\|{{#if:\|]]                                       | Carlos Vicente              |
| 8  | MIG  | [[Fitxer:Flag of Spain.svg\|23x15px\|border \|alt=Espanya\|link=Selecció de futbol d'Espanya\|{{#if:\|]]                                       | Antonio Blanco              |
| 9  | DAV  | [[Fitxer:Flag of Spain.svg\|23x15px\|border \|alt=Espanya\|link=Selecció de futbol d'Espanya\|{{#if:\|]]                                       | Asier Villalibre            |
| 11 | DAV  | [[Fitxer:Flag of Spain.svg\|23x15px\|border \|alt=Espanya\|link=Selecció de futbol d'Espanya\|{{#if:\|]]                                       | Toni Martínez               |
| 12 | DEF  | [[Fitxer:Flag of Uruguay.svg\|23x15px\|border \|alt=Uruguai\|link=Selecció de futbol de l'Uruguai\|{{#if:\|]]                                  | Santiago Mouriño            |
| 14 | DEF  | [[Fitxer:Flag of Argentina.svg\|23x15px\|border \|alt=Argentina\|link=Selecció de futbol de l'Argentina\|{{#if:\|]]                            | Nahuel Tenaglia (3r capità) |
| 16 | DEF  | [[Fitxer:Flag of Spain.svg\|23x15px\|border \|alt=Espanya\|link=Selecció de futbol d'Espanya\|{{#if:\|]]                                       | Hugo Novoa                  |
| 18 | MIG  | [[Fitxer:Flag of Spain.svg\|23x15px\|border \|alt=Espanya\|link=Selecció de futbol d'Espanya\|{{#if:\|]]                                       | Jon Guridi                  |

| N. | Pos. | Nac. | Jugador                      |
| -- | ---- | --- | ---------------------------- |
| 21 | MIG  | [[Fitxer:Flag of Catalonia.svg\|23x15px\|border \|alt=Catalunya\|link=Selecció de futbol de Catalunya\|{{#if:\|]]   | Carles Aleñá                 |
| 22 | DEF  | [[Fitxer:Flag of Mali.svg\|23x15px\|border \|alt=Mali\|link=Selecció de futbol de Mali\|{{#if:\|]]                  | Moussa Diarra                |
| 23 | MIG  | [[Fitxer:Flag of Uruguay.svg\|23x15px\|border \|alt=Uruguai\|link=Selecció de futbol de l'Uruguai\|{{#if:\|]]       | Carlos Protesoni             |
| 31 | POR  | [[Fitxer:Flag of Argentina.svg\|23x15px\|border \|alt=Argentina\|link=Selecció de futbol de l'Argentina\|{{#if:\|]] | Adrián Rodríguez             |
| —  | POR  | [[Fitxer:Flag of Spain.svg\|23x15px\|border \|alt=Espanya\|link=Selecció de futbol d'Espanya\|{{#if:\|]]            | Raúl Fernández               |
| —  | DEF  | [[Fitxer:Flag of Spain.svg\|23x15px\|border \|alt=Espanya\|link=Selecció de futbol d'Espanya\|{{#if:\|]]            | Jonny Otto                   |
| —  | DEF  | [[Fitxer:Flag of Serbia.svg\|23x15px\|border \|alt=Sèrbia\|link=Selecció de futbol de Sèrbia\|{{#if:\|]]            | Nikola Maraš                 |
| —  | DEF  | [[Fitxer:Flag of Spain.svg\|23x15px\|border \|alt=Espanya\|link=Selecció de futbol d'Espanya\|{{#if:\|]]            | Víctor Parada                |
| —  | MIG  | [[Fitxer:Flag of Brazil.svg\|23x15px\|border \|alt=Brasil\|link=Selecció de futbol del Brasil\|{{#if:\|]]           | Calebe (cedit pel Fortaleza) |
| —  | MIG  | [[Fitxer:Flag of Spain.svg\|23x15px\|border \|alt=Espanya\|link=Selecció de futbol d'Espanya\|{{#if:\|]]            | Pablo Ibáñez                 |
| —  | DAV  | [[Fitxer:Flag of Algeria.svg\|23x15px\|border \|alt=Algèria\|link=Selecció de futbol d'Algèria\|{{#if:\|]]          | Abde Rebbach                 |
| —  | DAV  | [[Fitxer:Flag of Argentina.svg\|23x15px\|border \|alt=Argentina\|link=Selecció de futbol de l'Argentina\|{{#if:\|]] | Joaquín Panichelli           |

Els equips de la lliga espanyola estan limitats a tenir en la plantilla un màxim de tres jugadors sense passaport de la Unió Europea. La llista inclou només la principal nacionalitat de cada jugador, o aquella que correspongui a la selecció amb la qual juga internacionalment; alguns jugadors no europeus tenen doble nacionalitat d'algun país de la UE:

## Palmarès

### Tornejos nacionals
- Segona divisió (4): 1929-30, 1953-54, 1997-98, 2015-16
- Subcampió de la Copa del Rei: 2016-17
- Segona divisió B (1): 2012-13
- Copa Federació (1): 1946

### Tornejos internacionals
- Subcampió de la Copa de la UEFA: 2000-01

## Entrenadors
- Amadeo García (1926–27)
- Walter Harris (1928)
- Ramón Encinas (1931–32)
- Amadeo García (1932–39)
- Baltasar Albéniz (1939)
- Francisco Gamborena (1940–41)
- Baltasar Albéniz (1947–48)
- Manuel Echezarreta (1954–56)
- Rafael Iriondo (1958–59)
- Manuel Echezarreta (1959–60)
- Ferenc Puskás (1968–69)
- García de Andoin (1972)
- Koldo Aguirre (1972–73)
- Ignacio Eizaguirre (1975)
- Joseíto (1976–78)
- Jesús Aranguren (1978–80)
- García de Andoin (1980–82)
- Mané (1984–85)
- Nando Yosu (1985–86)
- Luis Costa (1992–93)
- José Antonio Irulegui (1993–94)
- Jesús Aranguren (1994–97)
- Mané (1997–03)
- Jesús Aranguren (2003)
- Pepe Mel (2003–04)
- Juan Carlos Oliva (2006)
- Julio Bañuelos (2006)
- Fabri (2007)
- Josu Uribe (2007–08)
- Julio Bañuelos (2008)
- José María Salmerón (2008)
- Manix Mandiola (2008–09)
- Javi López (2009)
- Luis de la Fuente (2011)
- José Carlos Granero (2011–12)
- Natxo González (2012–13)
- Juan Carlos Mandiá (2013–14)
- Alberto López (2014–15)
- José Bordalás (2015–16)
- Mauricio Pellegrino (2016–2017)
- Abelardo Fernández Antuña (2017-2019)
- Asier Garitano Aguirrezabal (2019-2020)
- Pablo Machín Díez (2020-2021)
- Javier Calleja Revilla (2021)
- José Luis Mendilibar (2021-2022)
- Luís García Plaza (2022-2024)
- Germán Coudet (2024-)

## Deportivo Alavés B
El Deportivo Alavés B és l'equip filial del club. Va ser fundat l'any 1921 i actualment juga al grup IV de la Tercera divisió.

## Seccions esportives
El Deportivo Alavés posseïa una secció de Futbol Sala, creada la temporada 2005-2006, amb la col·laboració de l'equip vitorià CD Atenea, passant a anomenar-se Deportivo Alavés Atenea. L'equip disputava la Tercera Divisió Nacional, i va aconseguir l'ascens a Divisió de Plata, disputant-la la temporada 2006-2007 enquadrat en el grup B. Va aconseguir la permenència a manca de diverses jornades. Després de dues temporades de vinculació, al juny de 2007, el club Atenea anuncia que el patrocini blanc-i-blau no continua, pel que es veuen forçats a renunciar la plaça a la Divisió de Plata per raons econòmiques.